# Forum för levande historia

Forum för levande historia

Das Forum för levande historia (schwedisch; dt. Forum für lebendige Geschichte) ist eine staatliche Verwaltungsbehörde in Schweden mit Sitz im Stockholmer Stadtteil Gamla Stan. Die Behörde ist dem Kulturministerium untergeordnet.
Die am 1. Juni 2003 gegründete Einrichtung hat mit Hintergrund des Holocaust und der kommunistischen Verbrechen die Aufgabe, als „nationales Forum“ die Demokratie, Menschenrechte und Toleranz zu fördern. Das Forum för levande historia gehört zu einer 1997 von Ministerpräsident Göran Persson ins Leben gerufenen, staatlichen Aufklärungskampagne.

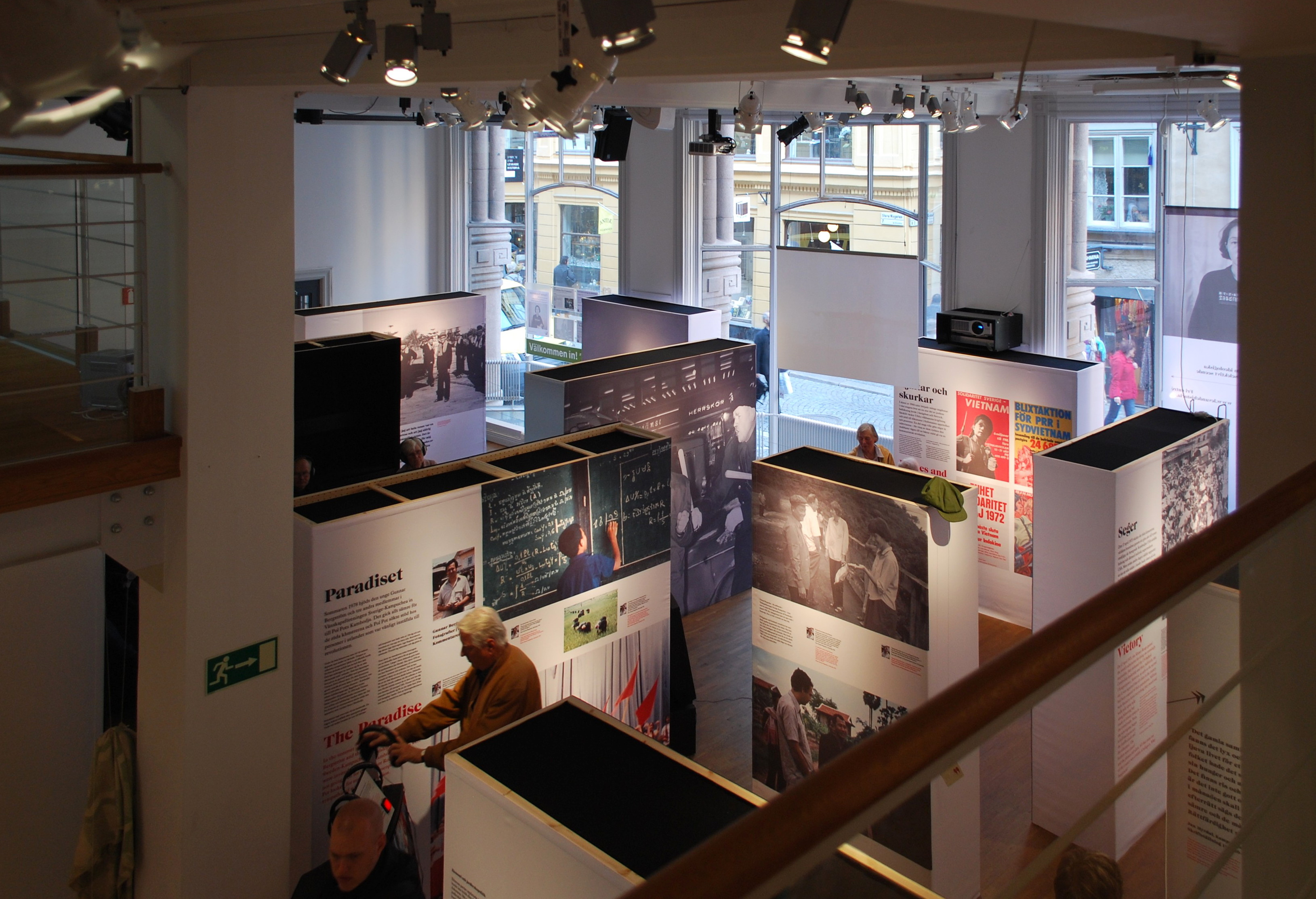
Ausstellung im Forum

Das Forum beherbergt unter anderem Ausstellungen, Debattrunden und Lehrerseminare, veröffentlicht Berichte wie den Intoleransrapport (2004), organisiert Wanderausstellungen und vergibt jährlich zum Gedenken an Per Anger den Per Anger-Preis.
Das Forum för levande historia arbeitet im Rahmen der Task Force for International Cooperation on Holocaust Education, Research and Remembrance mit anderen Einrichtungen zusammen.
Seit 2009 ist das Forum för levande historia eine Einsatzstelle des Österreichischen Gedenkdienstes.